# プレコミュ
『プレコミュ』（Play.Community）は、ソニー・コンピュータエンタテインメント（のちのソニー・インタラクティブエンタテインメント）が提供していたPlayStationシリーズのユーザーのためのコミュニティサイト。2011年11月16日に運営が開始され、2015年9月30日にサービスを終了した。

## 概要
ソニーが運営する公式サイト「プレイステーション・ドットコム・ジャパン」内で展開していた「PlayStation Vita コミュニティサイト」の機能を拡張し、その対象をプレイステーションフォーマット全てに拡大して提供するコミュニティサイトであった。
リニューアルにより、プレイヤーは様々な条件で趣味が合う「プレとも」を検索でき、自分とゲームの好みが似ているなど様々なタイプのユーザーを容易に探すことができる。ユーザーは、新たな友人・知人を見つけたり、友人・知り合いや「プレとも」とリアルタイムチャットをすることができる。また、公式ブログ、掲示板、グループ、アンケートなども用意されていた。
2011年12月7日まで、オープニングキャンペーンとして、“「プレコミュ」OPEN記念 プレともつくってPS Vitaゲットキャンペーン”を実施していた。「プレとも」を3人つくってキャンペーンに応募すると、応募者の中から抽選で3名にPlayStation Vitaの3G/Wi-Fiモデル初回限定版が当たる他、応募者全員に限定アバター画像がプレゼントされるキャンペーン内容となっていた。
2015年9月30日にサービスを終了。登録していたユーザーにはプレコミュをモチーフにしたテーマが配布された。